# Strontian
Strontian, schottisch-gälisch Sròn an t-Sìthein, „Spitze am Feenhügel“, ist ein kleiner Ort am Loch Sunart, einem Meeresfjord, in den westlichen Highlands in Schottland. Der Ort liegt nahe dem Ausgang des Great Glen (großes Tal) und die Mündung des Loch Sunart ist gegenüber der Isle of Mull. Die nächste größere Stadt ist Fort William. Der gleichnamige Fluss mündet in der Nähe des Ortes in das Loch Sunart.

## Geschichte
Strontian ist seit 1722 oder 1724 Bergwerksort und wurde für die Bergarbeiter gegründet. Bis 1902 wurde in der Gegend um Strontian Bleiglanz abgebaut und daraus Silber, Blei und Zink gewonnen. Der Höhepunkt des Bergbaus war um das Jahr 1730, als hier 600 Bergleute arbeiteten. Seit den 1980er-Jahren wird in der Gegend Schwerspat abgebaut, der beispielsweise in der Erdölindustrie zum Verfüllen von Bohrlöchern verwendet wird.
Im Jahr 1820 erhielt Strontian mit der von Thomas Telford angelegten Straße zwischen Corran und Acharacle, der heutigen A861, Anschluss an das Straßennetz. Der Ort wurde auch regelmäßig von Schiffen auf dem Weg nach Tobermory auf Mull angelaufen.
Im Jahre 1843 verweigerte ein Landbesitzer die Erlaubnis, auf seinem Grund eine Presbyterianische Kirche zu bauen. Die Gemeinde kaufte daraufhin ein Schiff, baute es zur Kirche um und vertäute es auf dem Loch Sunart. Diese schwimmende Kirche wurde über die Grenzen des Ortes hinaus bekannt und war bis in die 1870er-Jahre in Gebrauch.
Heute lebt der Ort zwar noch immer auch vom Bergbau, ist aber vor allem Schul- und Einkaufsort für die umliegenden Weiler und Gehöfte. Der Tourismus nimmt in der lokalen Wirtschaft einen immer höheren Stellenwert ein. Vor Ort gibt es ein Hotel, Bed & Breakfasts und Campingplätze. Insgesamt ist die Gegend noch nicht sehr touristisch erschlossen.

## Strontium
Strontian ist Namensgeber für das chemische Element Strontium. Im Jahre 1790 entdeckte der schottische Gelehrte Adair Crawford das Mineral Strontianit (SrCO3 mit Einschlüssen von BaCO3) als erstes Mineral, das erstmals in Schottland entdeckt wurde. Crawford erkannte, dass in dem Mineral ein bis dato unbekanntes Element vorhanden sein könnte, aber es dauerte bis 1807 oder 1808, bis Humphry Davy es erstmals aus Strontianit darstellte.
Die Fundstelle des Strontianits liegt an den Hängen des wenige Kilometer vom Ort entfernten 847 Meter hohen Berges Beinn Resipol. Der Ort Scotstown liegt näher an der Fundstelle als Strontian. Die dort vorherrschende Gesteinsart ist Strontian-Granit, der jünger ist als die umgebenden Grampian Mountains.
Strontian ist auch Fundort des ebenfalls Strontium enthaltenden Minerals Brewsterit.